# Вулиця Шпитальна (Краків)

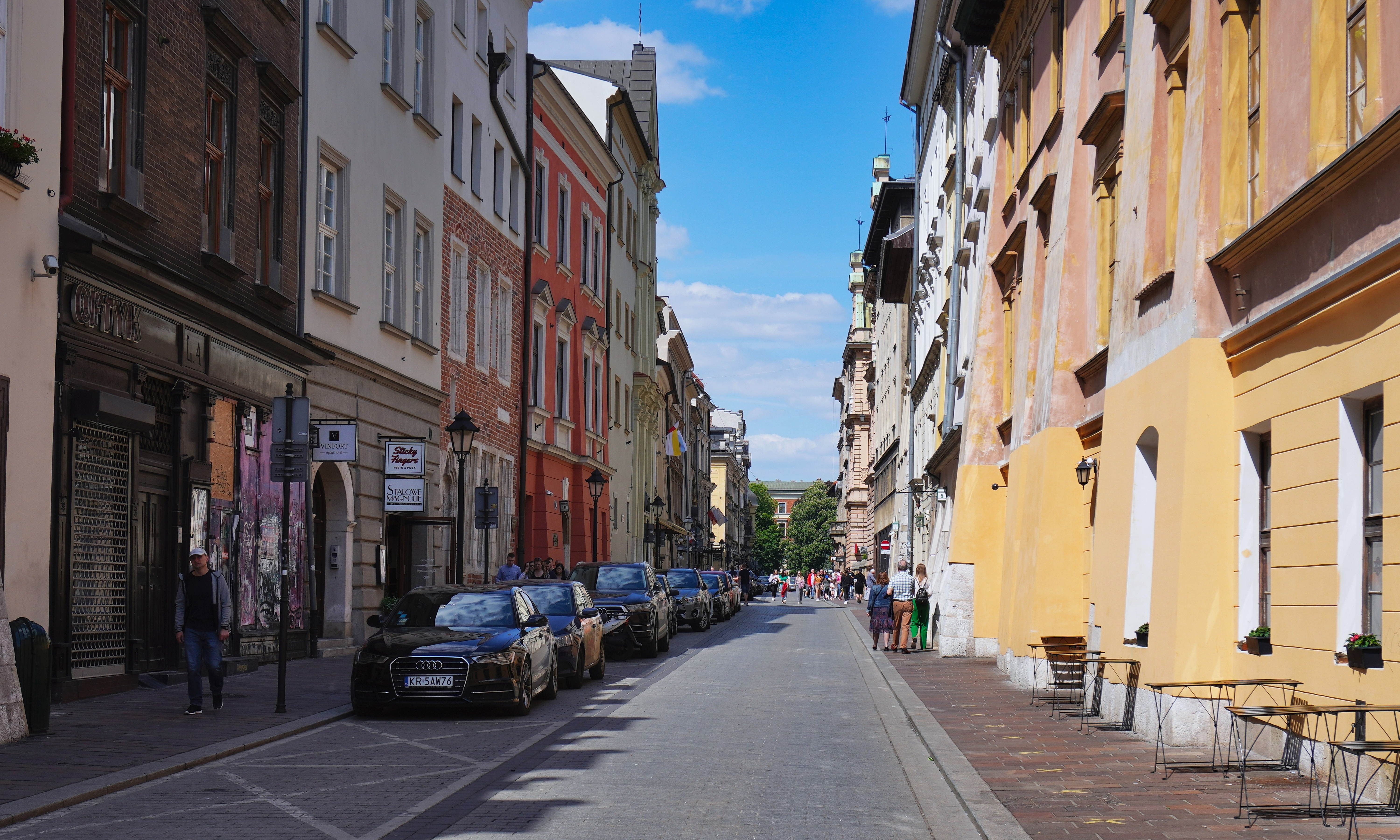
Вид з площі Малий ринек на північ

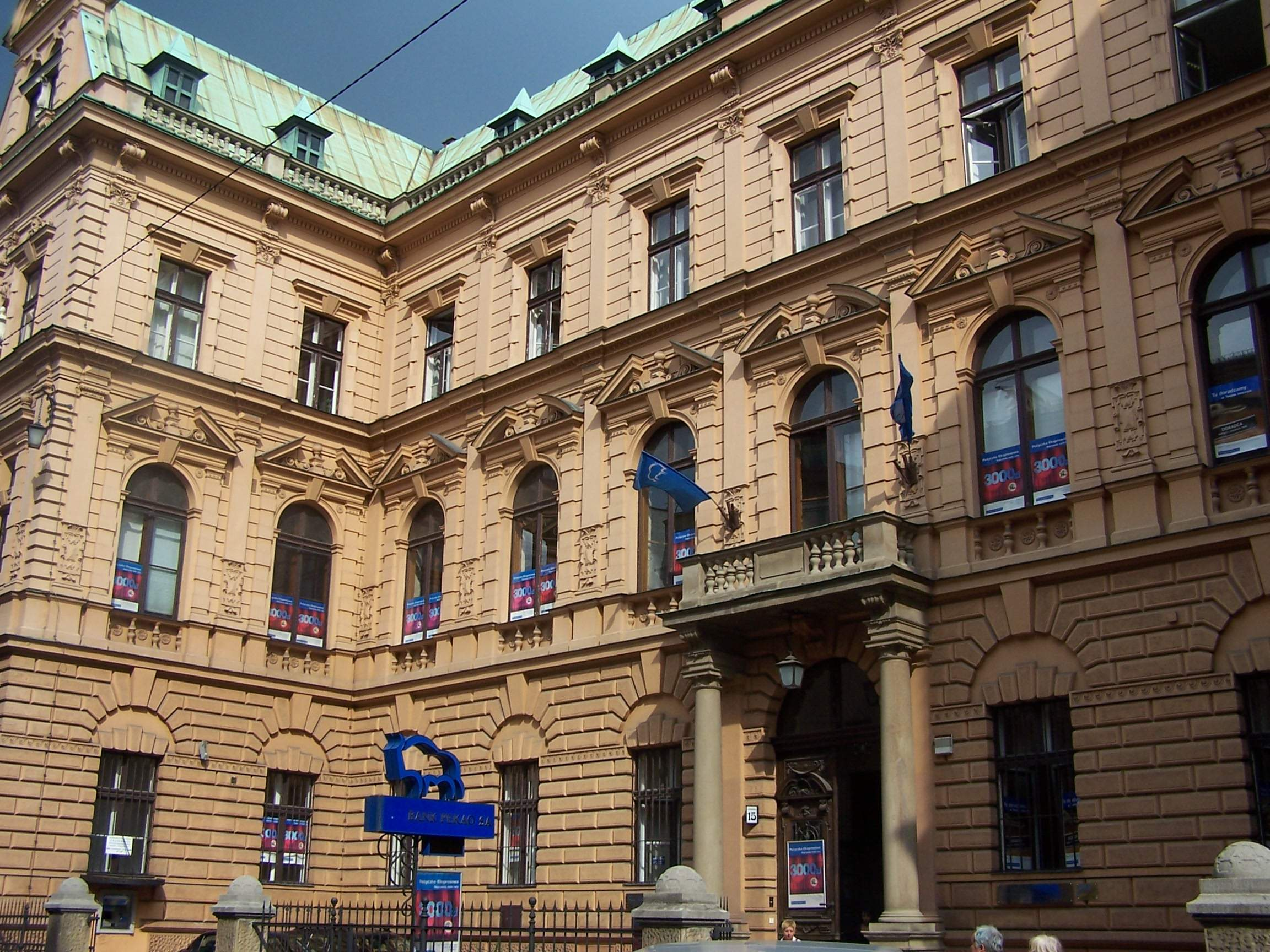
Багатоквартирний будинок №15 (Банк "Пекао")

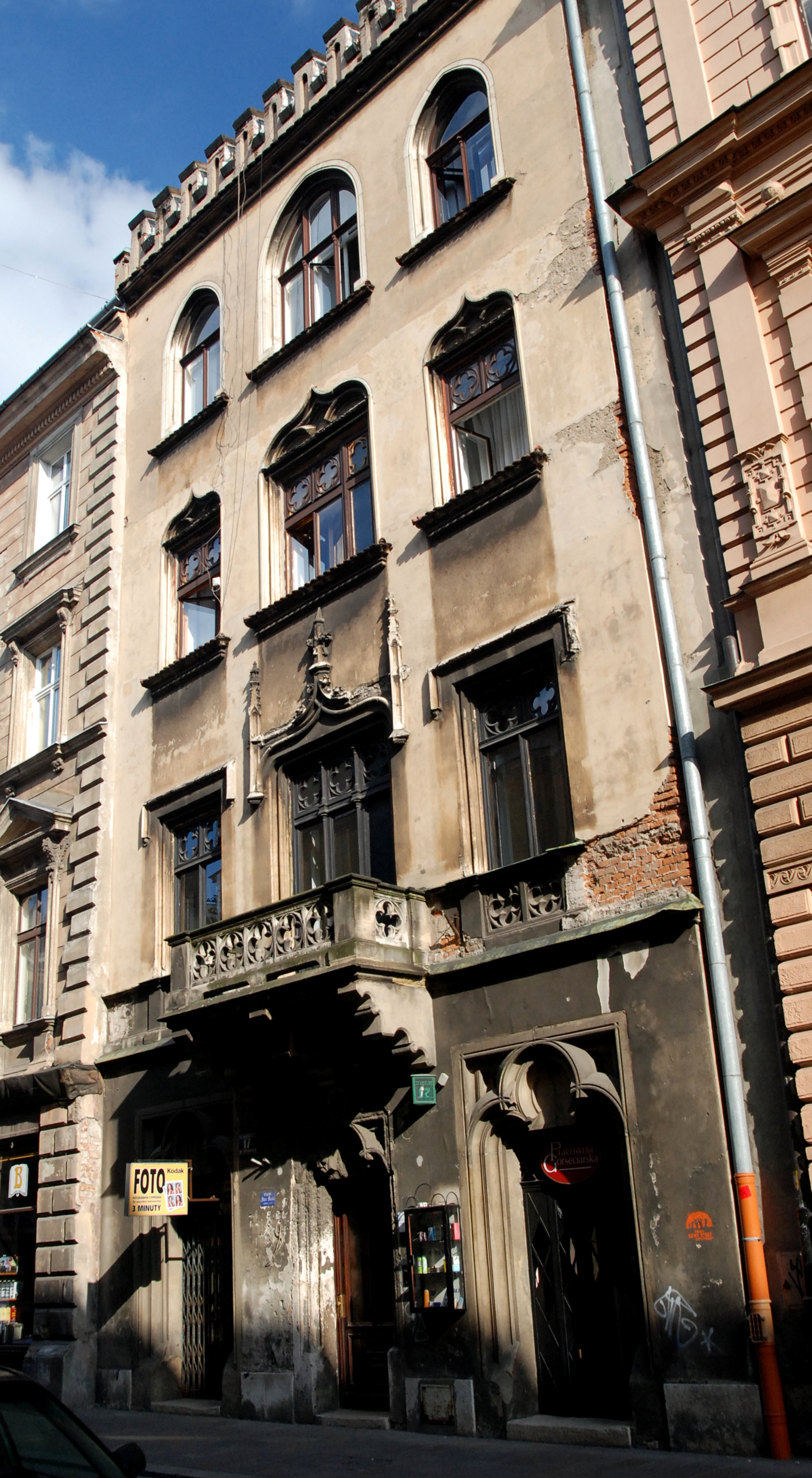
Кам'яниця №17

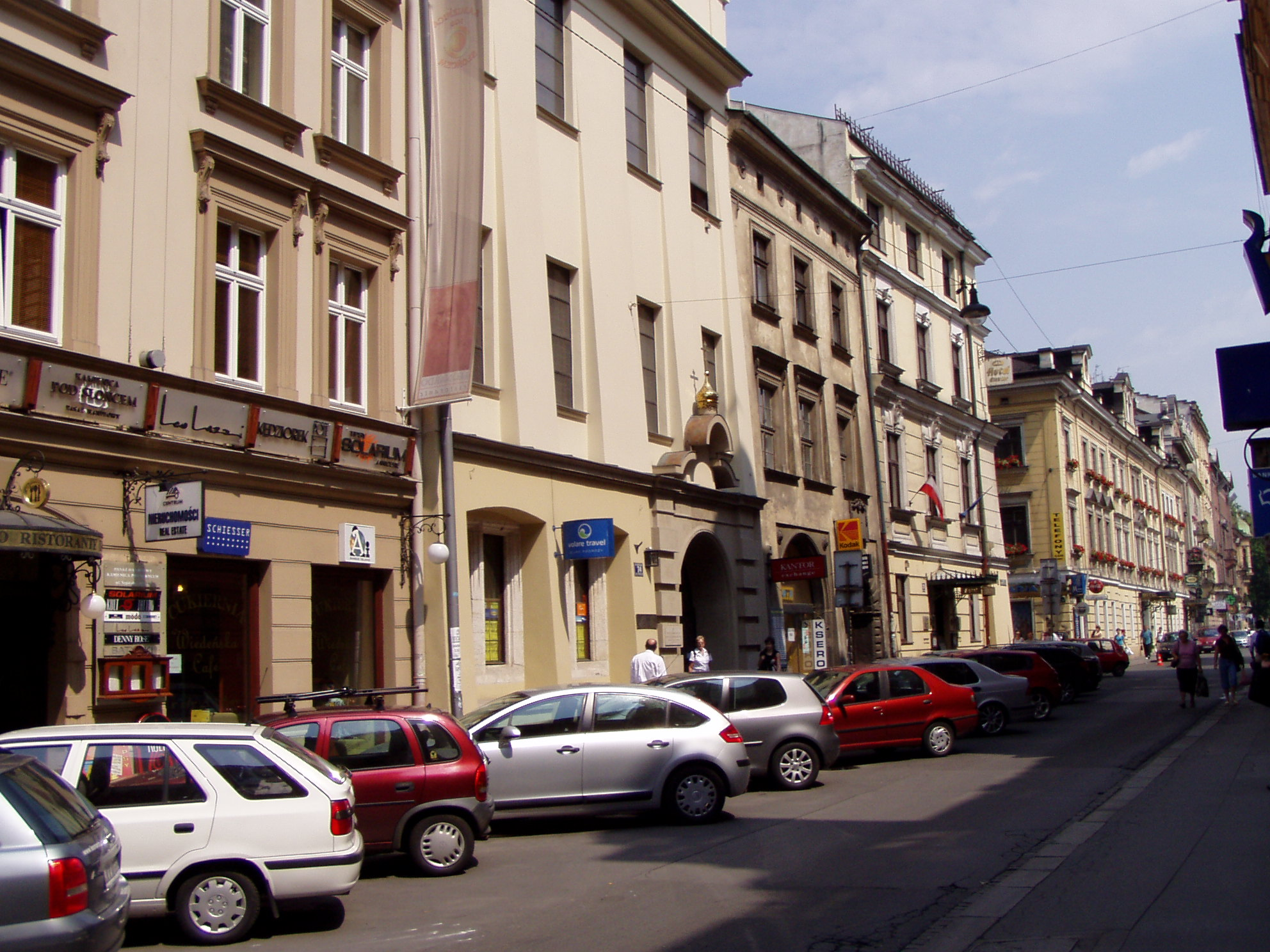
Православна церква Успіння Пресвятої Богородиці, колишня синагога Ахават Раїм, будинок № 24

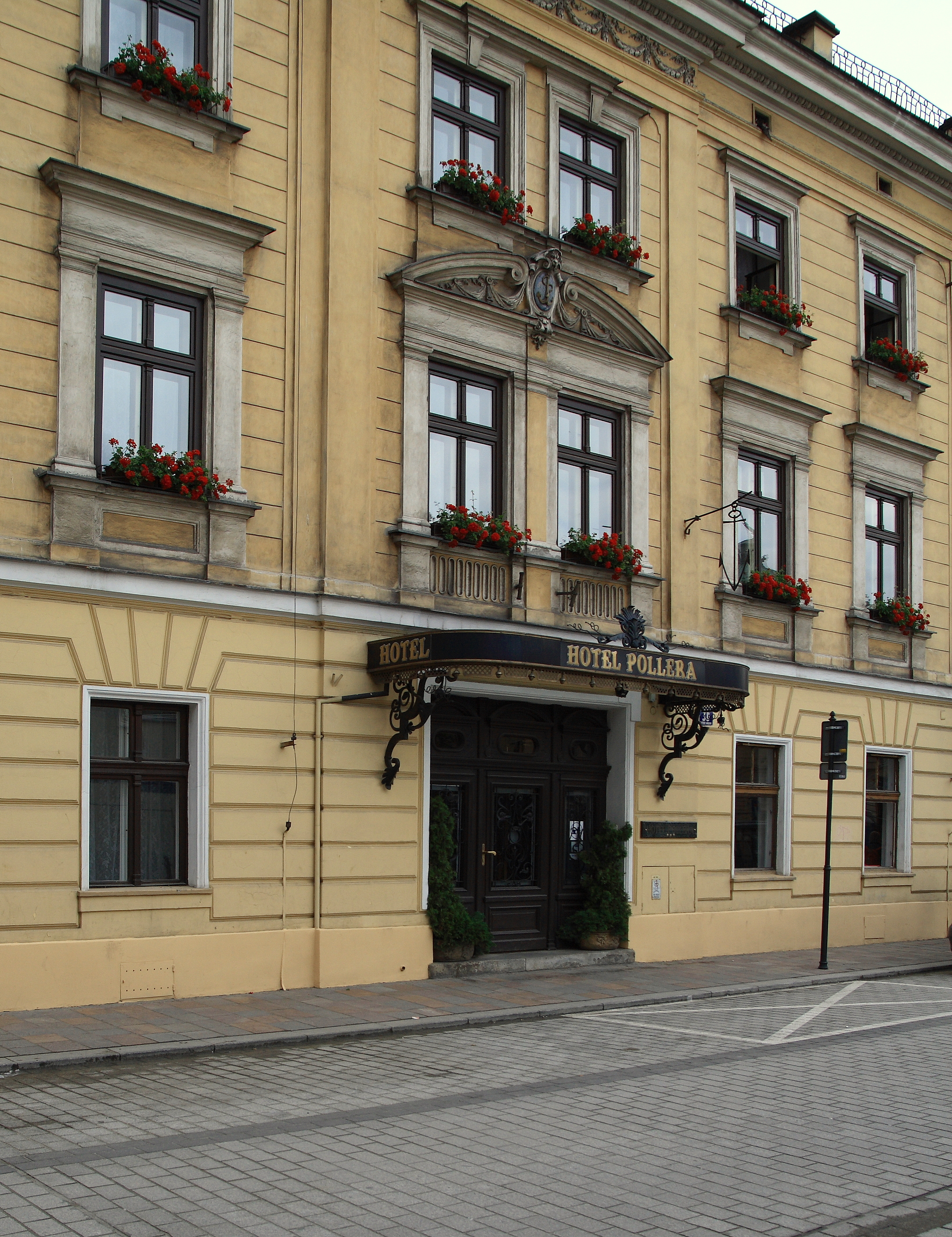
Готель "Полера" (№ 30)

вулиця Шпитальна- вулиця в Кракові в 1-му районі Старого міста.
Починається на Малому Ринку і закінчується на Плантах, пролягаючи біля театру імені Юліуша Словацького та Галантерейної вежі.

## Історія
Назва вулиці "Шпитальна" засвідчена в муніципальних документах з 14 століття. На ній знаходився комплекс найстаріших лікарень у Кракові, якими керує орден духовних людей у цьому районі міста з 13 століття. До Другої світової війни вона була відомою книжковою торгівлею, оскільки тут були численні букіністичні магазини, якими керували єврейські родини Гіммельблау та Зайден .

## Основні будівлі

### Кам'яниця Ламеллі
Будинок Ламеллі — перша будівля на вулиці Шпитальній (з боку Малого Ринку), розташована на розі з вулицею Миколайською, 2.

### Будинок №7
Це будинок «Під раками», в якому зберігся середньовічний герб. Під час Січневого повстання 1863 року в кам'яниці був пункт набору солдат. Про це нагадує меморіальна дошка, встановлена на фасаді у 1989 році.
Споруда була закладена в 1478 році як одноповерхова з високим цоколем. На фасаді (відремонтований у 2004 р. разом із середньовічним порталом) видно архітектурні деталі зі збереженим і відреставрованим гербом кам'яниці «Під Раком». У наступні роки було надбудовано чотири поверхи, при цьому над віконними перемичками кожного поверху переднього фасаду збереглися рельєфи у формі головок ангелів. У 1930-х роках у кам’яниці були антикварні крамниці. Зараз у «Домі під Раком» працює майстерня з ремонту авторучок, а також, за традицією, антикварний магазин «Рара Авіс».

### Будинок №8
Камяниця Ярошовська - готична кам'яниця, яка, незважаючи на пізніші перетворення, зберегла донині первісний вхідний портал із трилисником.

### Кам'яниця №9
Кам'яниця Зубкевичовська з XIV ст.

### Будинок №11
Ці будинки, як лікарню для душевнохворих, заснував єпископ Анджей Тшебіцький. Від герба єпископа вони називалися кам’яницями «Під Лебедем». На їхньому місці у 1928 році за проектом архітектора Вацлава Кжижановського було збудовано житловий будинок для працівників Ощадної каси.

### Будинок №10–12
Це монастир Ордену духовних сестер.

### Будинок №14
Костел св. Апостола Фоми в Кракові, що побудований на місці дерев'яної будівлі костелу збору братів польських, зруйнованого під час антипротестантських заворушень 23 травня 1591 року.

### Будинок №15
Будинок колишньої міської ощадної каси міста Кракова, збудований у 1881-1883 роках за проектом Кароля Борковського та Кароля Кнауса. Сьогодні тут знаходиться відділення банку "Пекао". На сходах – вітражі з алегоріями ощадності та процвітання, виконані у 1933 році за проектом Юзефа Мехоффера.

### Будинок №17
Зберігся пізньоготичний портал із тристулковим завершенням. У 1874 році зроблено надбудову другого поверху. Автором реконструкції був Філіп Покутинський. Кам’яниця також отримала зразок рідкісного для Кракова неоготичного фасаду.

### Будинок №18
Будинок під назвою «Під образом» — колишній монастир сестер-презенток, в якому нині розміщується публічна середня школа сестер-презенток у Кракові та школа-інтернат .

### Будинок №21
Витоки цього будинку - 1464 рік. Він був заснований як лікарня св. Роха для науковців і є єдиним уцілілим фрагментом колишньої середньовічної лікарні, зруйнованої наприкінці ХІХ ст. Сьогодні через розп’яття, що прикрашає фасад, його називають «Дім під хрестом», а в його музейних інтер’єрах зберігаються театральні пам’ятні речі.

### Будинок №24
Ця кам'яниця належала родині Йорданів. На початку 20 століття тут розташовувалося Єврейське товариство добрих прагнень. Після реконструкції з 1932 р. вона належала Єврейському товариству любові до ближнього, у ній містився молитовний дім. Синагога Ахават Раїм у Кракові була повністю зруйнована німцями у 1940 році. З 1947 року в колишній будівлі розміщується православна парафіяльна церква Успіння Пресвятої Богородиці.

### Будинок №26
Він походить з початку XV століття, а бароковий вхідний портал зберігся з часів перебудови XVII століття. Останню перебудову кам'яниця зазнала в другій половині ХІХ ст. Колись тут жив Вінцентій Поль, про що нагадує встановлена над порталом пам’ятна дошка, виготовлена 1907 року за проектом Зигмунта Генделя.

### Кам'яниця №30
Це колишня корчма, яку в 1834 році придбав Кацпер Поллер і перетворив на елегантний готель. Його розширювали у два етапи, у 1845 та 1861 роках, пристосувавши сусідні багатоквартирні будинки під готельні номери. Через якір на фасаді його називали готелем «Під золотим якорем». Нині ним знову керують представники родини Поллерів.

### Кам'яниця №38
До 1896 року тут був будинок, де Фердинанд Турлінський тримав кав’ярню «Паон» – улюблене місце тогочасного мистецького світу Кракова. Нинішня кам’яниця збудована у 1912 році за проектом архітектора Теодора Гофмана. Внизу була кав’ярня «Театральна», відкрита у 1930-х роках. У 20 столітті його змінив ексклюзивний нічний клуб «Циганерія». Під час Другої світової війни тут було місце, де зустрічались німецькі офіцери. 22 грудня 1942 року представники кількох єврейських підпільних організацій спільно здійснили успішний напад на приміщення (офіцер Люфтваффе був убитий, ще 3 людини були поранені) . Одним із учасників цієї акції був Іцхак Кукіерман . Ресторан закрився на початку 1990-х.  Нині в його колишніх інтер’єрах працює продуктовий магазин мережі «Кефірек». 

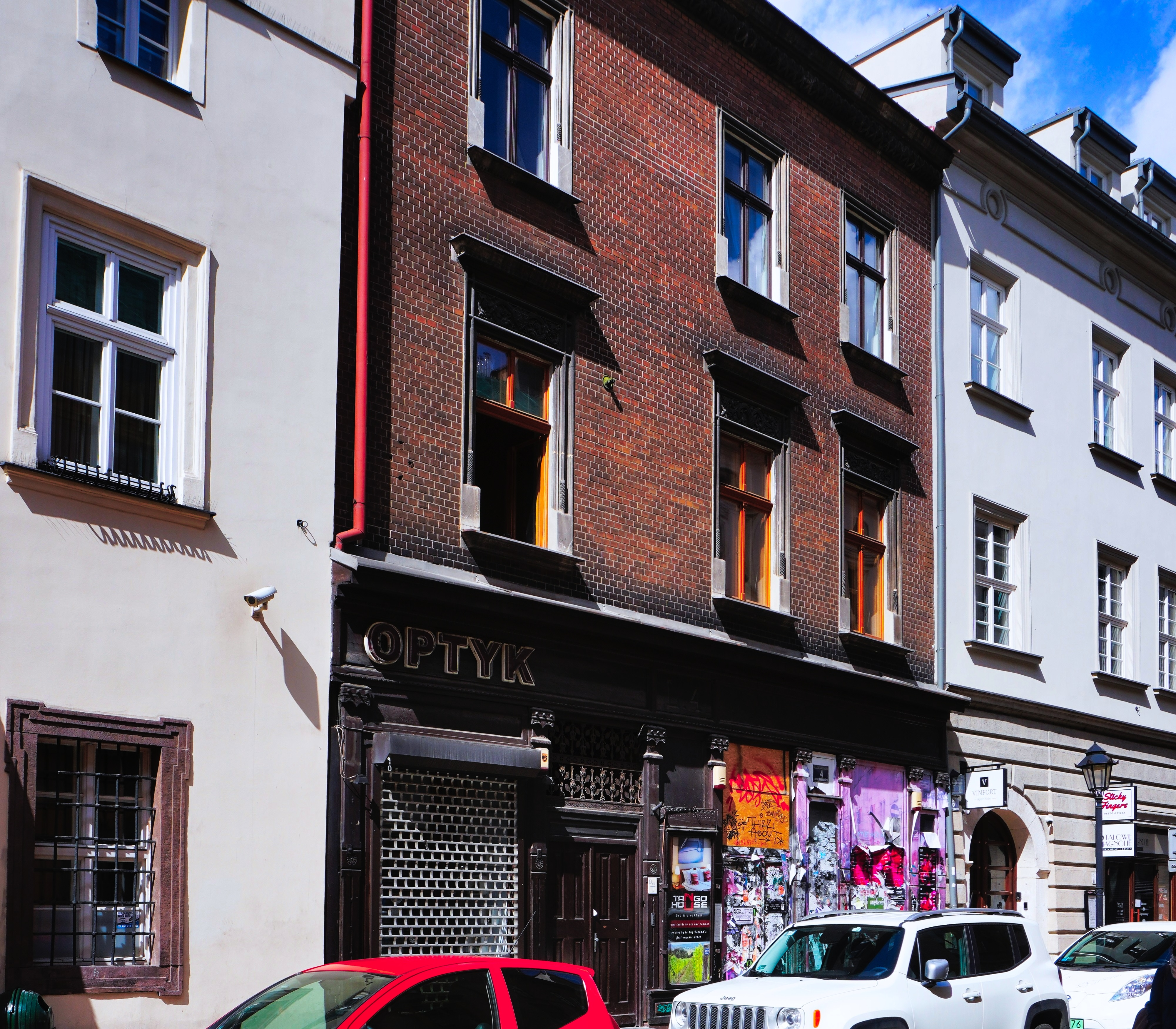
вул. Шпитальна 4 Історична кам'яниця
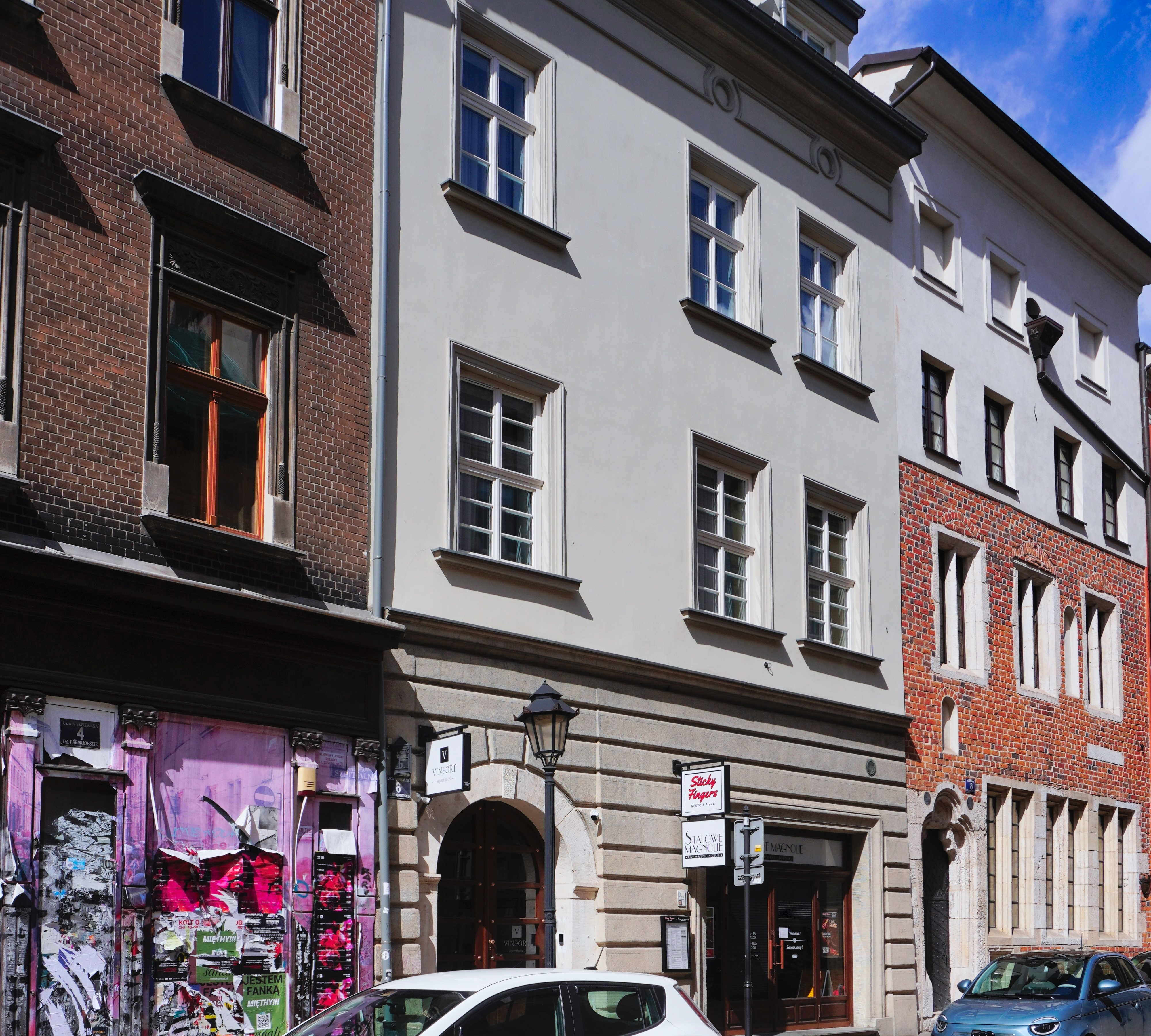
вул. Шпитальна 6 Історична кам'яниця
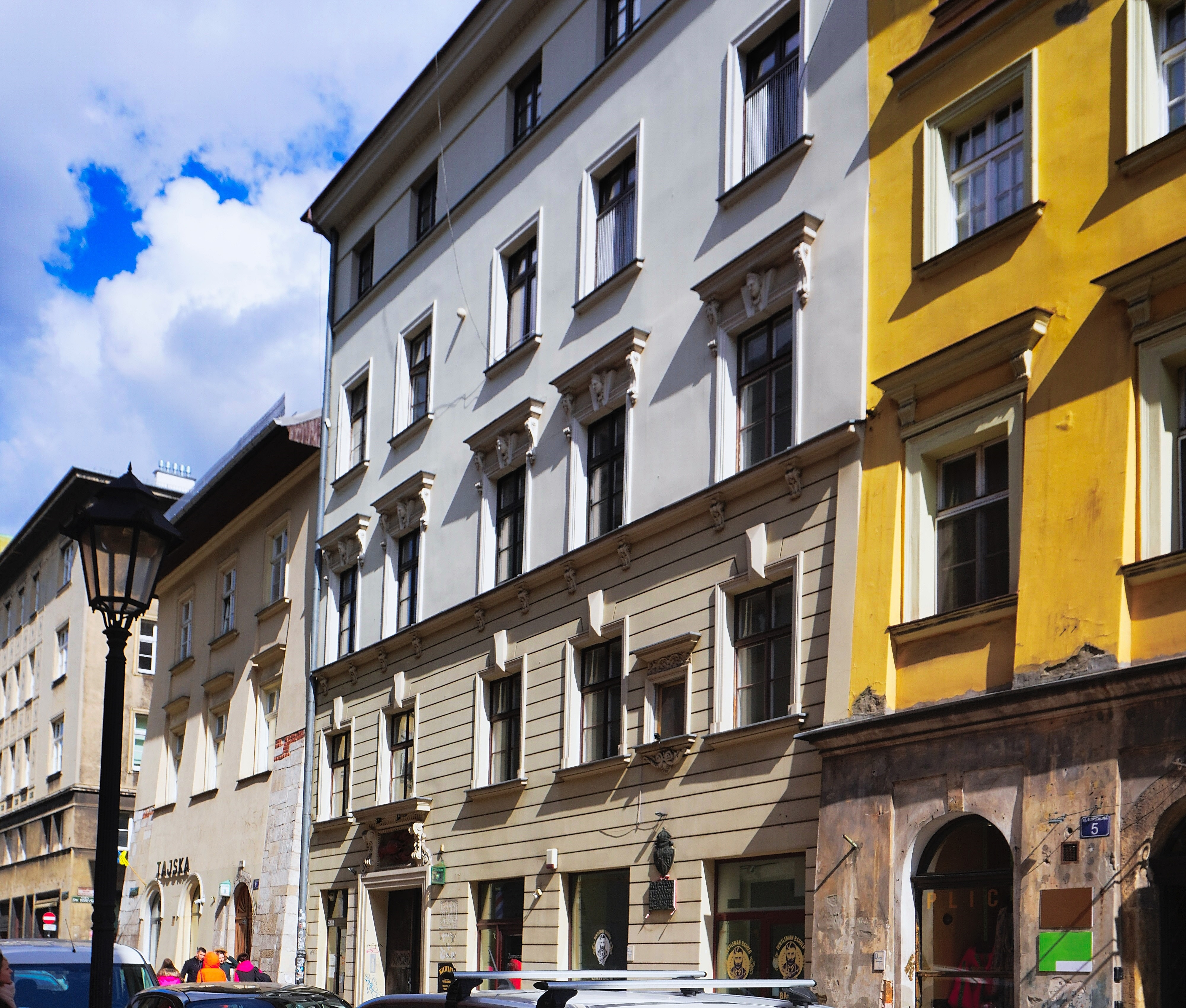
вул. Шпитальна 7 Будинок під раком
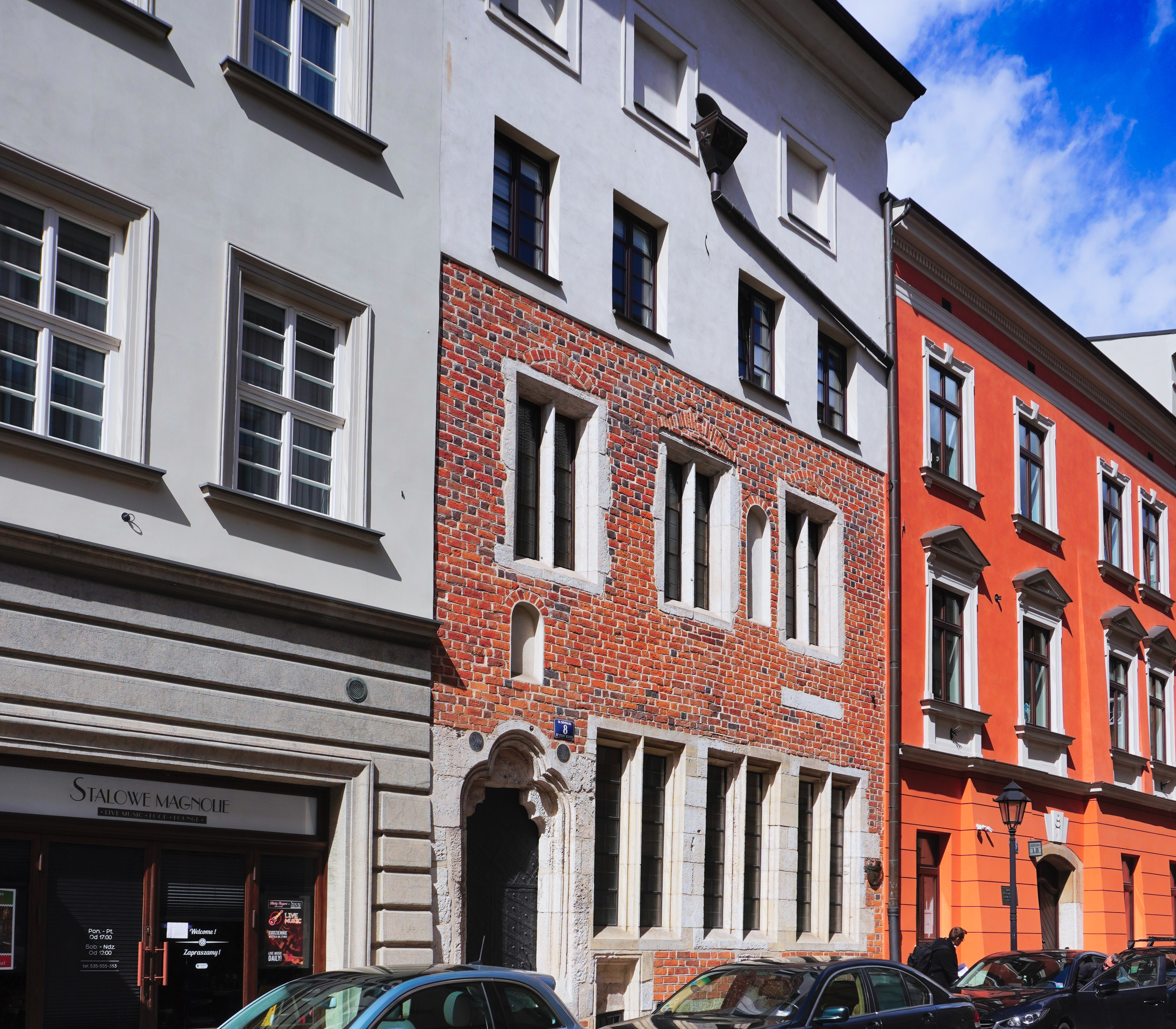
вул. Шпитальна 8 Ярошівська кам'яниця

## Виноски
1. ↑  , Jerzy Kossowski, Leszek Ludwikowski, "Ulicami Krakowa"
2. ↑  Szkoły Sióstr Prezentek w Krakowie (пол.).
3. ↑  , Instytut Pamięci Narodowej, "W Krakowie odsłonięto tablicę bojowców żydowskich organizacji podziemnych"
4. ↑  , Paweł Smoleński, "Icchak "Antek" Cukierman: człowiek, który zrobił więcej, niż było możliwe"